# Renault Goélette
Der Renault Goélette/Voltigeur war ein Kleintransporter, den Renault zwischen 1945 und 1965 produzierte. Während das Modell weitläufig als Renault 1000 kg bekannt ist, erhielt er die Namen Voltigeur und Goélette erst 1959. Der Prototyp des ursprünglich für das Militär konzipierten „1000 kg“ wurde als Kastenwagen 1945 vorgestellt und ab Mai 1945 im Handel angeboten. Der 1000 kg ist ein Symbol des französischen Wiederaufbaus nach dem Zweiten Weltkrieg.

## Produktionsgeschichte
Nach dem Zweiten Weltkrieg wurde Renault von der provisorischen Regierung verstaatlicht. Die provisorische Regierung entwarf den sogenannten Pons-Plan zum Wiederaufbau des Landes. Hierbei verteilte sie die wirtschaftlichen Bedürfnisse auch unter den französischen Fahrzeugproduzenten. Neben anderen wurde auch Renault, anhand des 1000/1400-kg-Kastenwagenprogramms, mit der Entwicklung eines soliden, kostengünstigen und funktionalen Nutzfahrzeugs beauftragt. Die Entwicklung startete im Januar 1945, im Mai desselben Jahres begann die Serienproduktion.
Im Gegensatz zu seinem Hauptkonkurrenten, dem Citroën Typ H, entwickelte Renault einen klassischen Lastwagen: Hinterradantrieb, Starrachsen und separates Chassis aus Stahl. Bis 1950 hatte die Karosserie ein Spantengerippe aus Holz. Mit seinen großen Rädern und kurzem Radstand für einfaches Manövrieren wurde das Modell ein vertrauter Anblick in der französischen Nachkriegsgeschichte. Insgesamt wurden bis 1965 knapp 250.000 Fahrzeuge des Renault 1000 kg produziert.

## Modellgeschichte
Im Mai 1945 war der Verkaufsstart des Kastenwagens mit der Typbezeichnung 206E1. Der Wagen hatte ein Ladevolumen von 7,45 m³, der 2383-cm³-Ottomotor mit 48 PS stammte aus dem Renault Primaquatre. Die Nutzlast betrug 1000 kg bei einem Eigengewicht von 1735 kg. Im Laufe des Jahres folgte ein Fahrgestell für Aufbauten und Pritschenwagen. Die Länge der Fahrzeuge betrug 4540 mm, ihre Breite 1920 mm und ihre Höhe 2250 mm.
Der 2,4-Liter-Motor der Goélette wurde auch im Renault Colorale Kombi verwendet.
Von dieser ersten Ausführung wurden etwa 9500 Stück gebaut, die zum Großteil an das Militär geliefert oder als Krankenwagen ausgestattet wurden. Im Februar 1947 wurde der 206E1 vom R2060 abgelöst. Haupterkennungsmerkmal des 206E1 gegenüber allen späteren Ausführungen waren die freistehenden Scheinwerfer, die ab dem R2060 in die Front integriert waren.
Ab Juli 1949 gab es eine Variante mit 1400 kg Nutzlast und erstmals auch auf Wunsch Allradantrieb. 1952 folgte ein kleinerer 1996-cm³-Ottomotor mit 49 PS (36 kW) aus dem Renault Frégate. 1956 wurden sie in Renault Voltigeur beim Pritschenwagen / Fahrgestell und Goélette für den Kastenwagen umbenannt. Der neu entwickelte 2141-cm³-Ottomotor aus dem Renault Frégate ersetzte den bisherigen 2,4 Liter. Die Leistung in der Goélette betrug 64 PS (47 kW).
Ab 1961 wurde der 1816-cm³-Indenor-Dieselmotor mit 58 PS (43 kW) verwendet, den es auch im Peugeot D4 gab. Bereits ab Mitte 1962 wurde dieser durch eine Eigenentwicklung von Renault mit 2720 cm³ Hubraum und 61 PS (45 kW) Leistung ersetzt.
1963 wurde die Produktion des Voltigeur eingestellt. Die Goélette wurde noch bis Mai 1965 produziert und dann durch den Renault Super Goélette SG2 ersetzt.

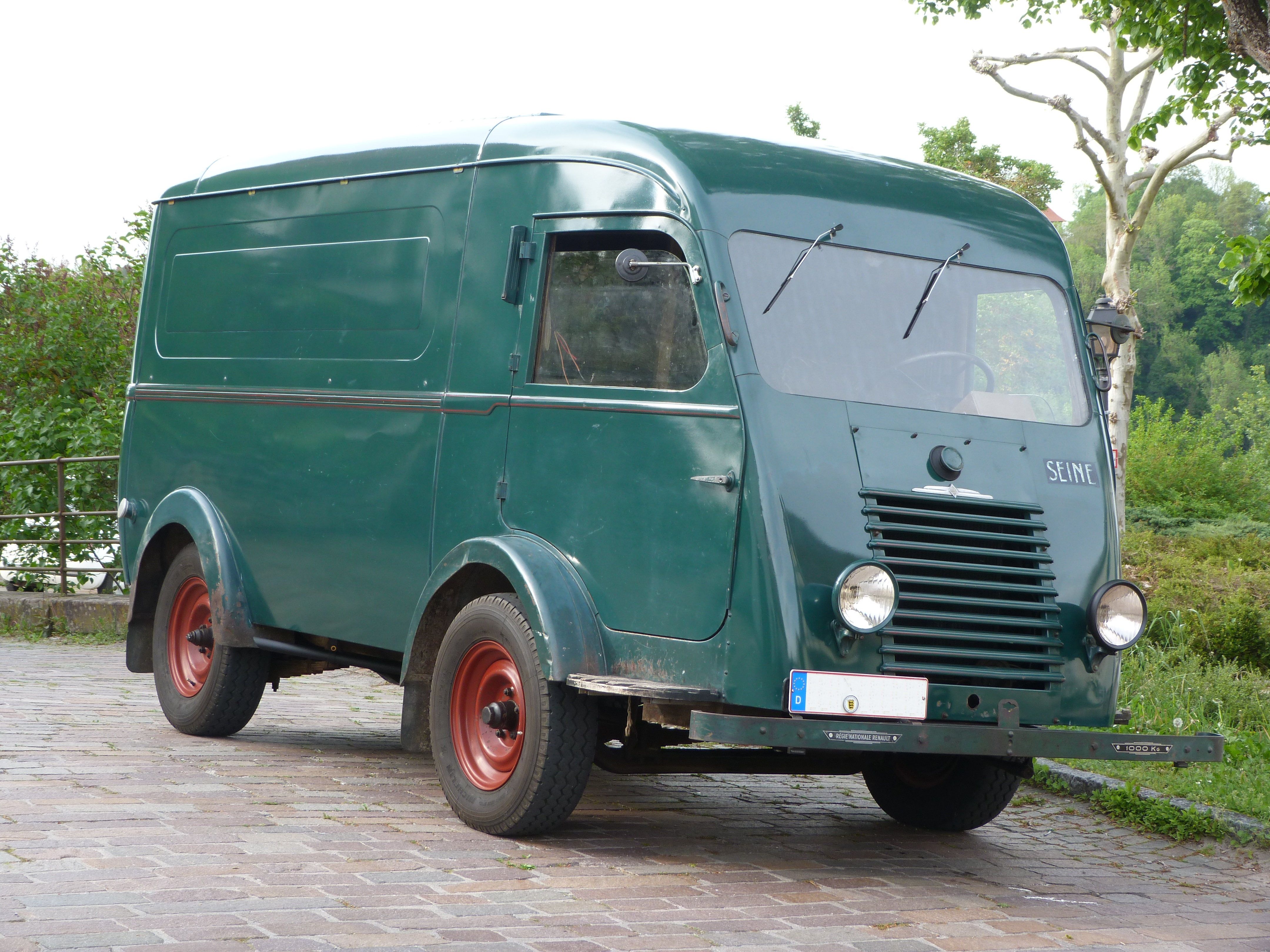
Renault 206E1 von 1946
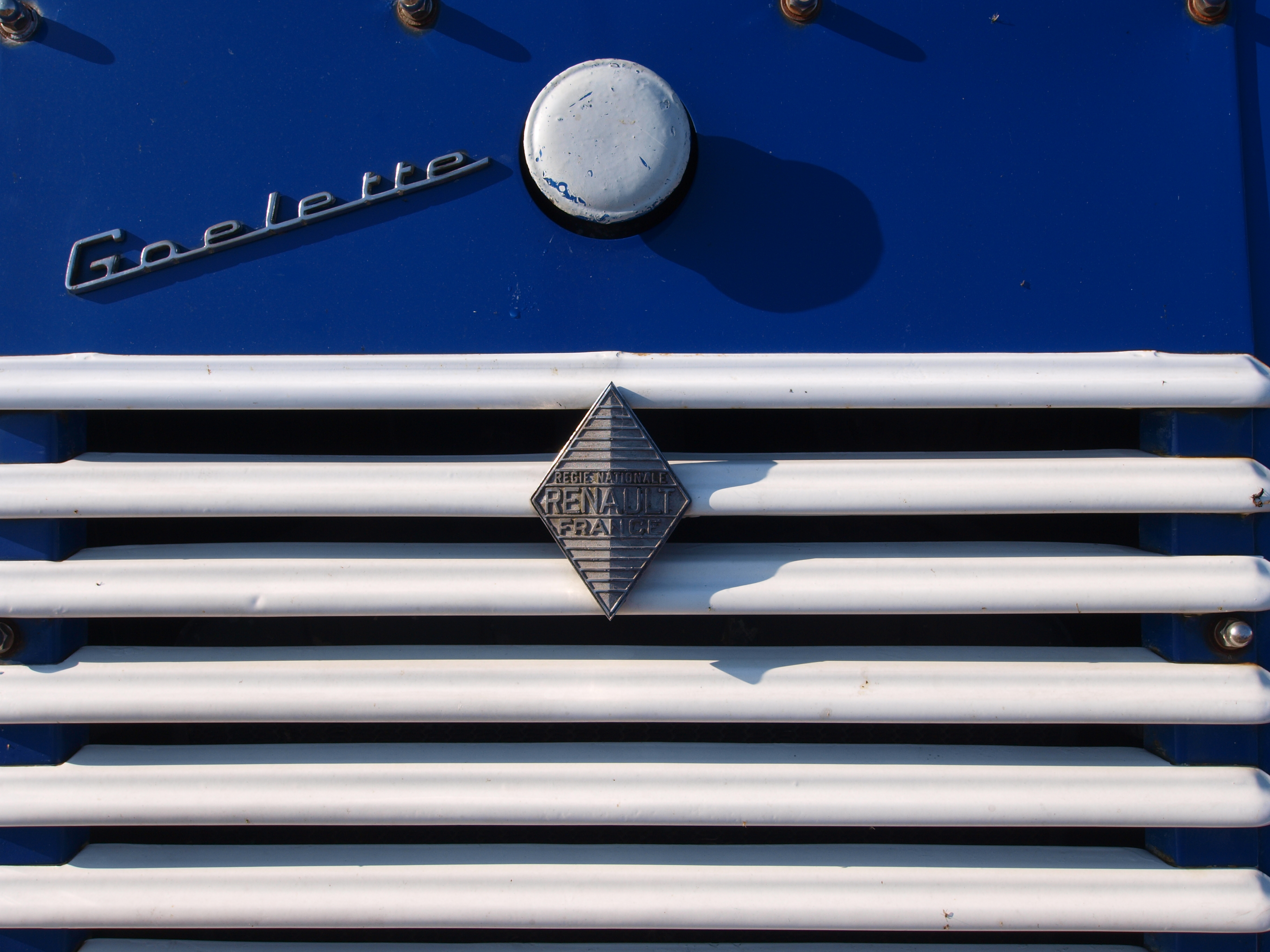
Kühlergrill und Schriftzüge eines Goélette
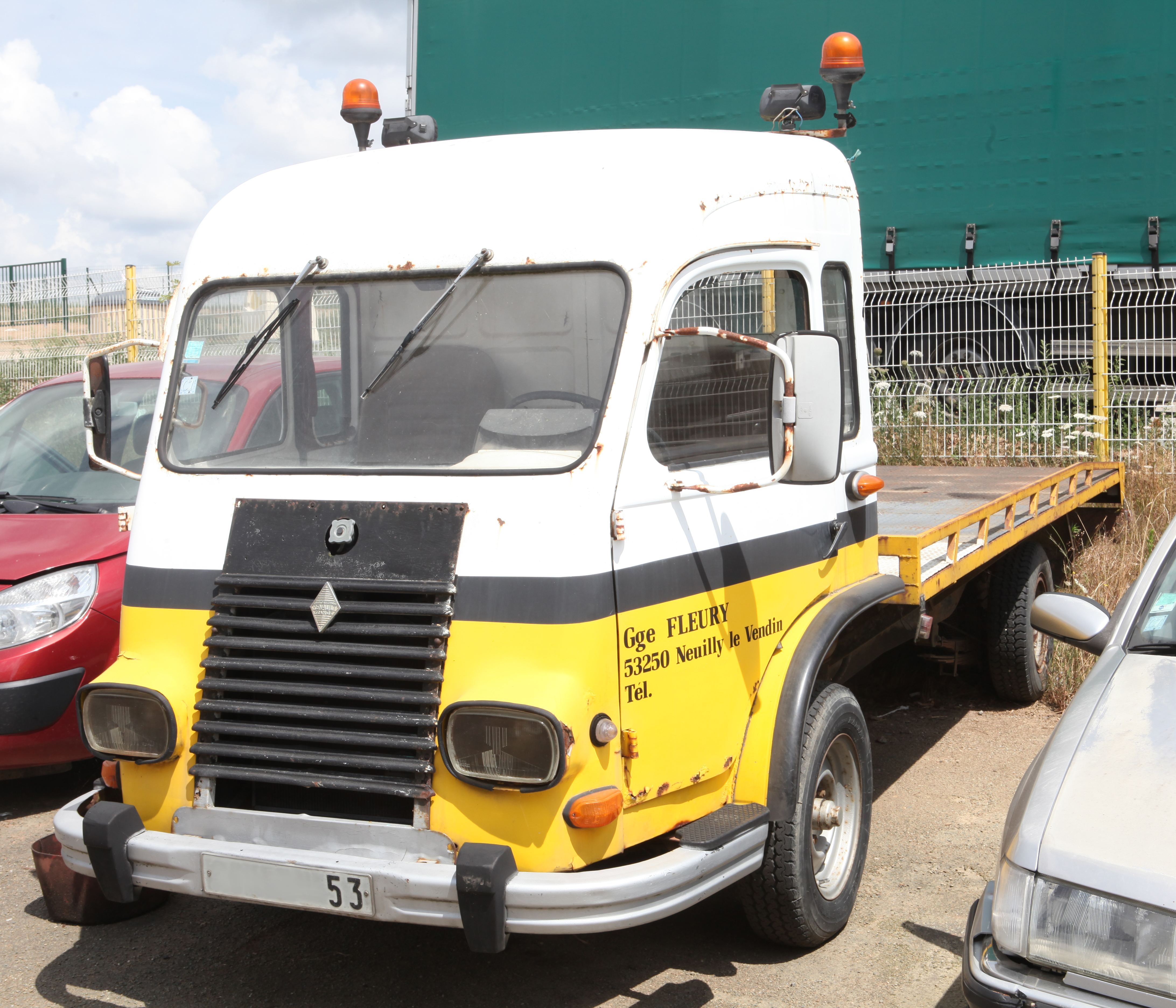
Renault Voltigeur (1947–1963)

## R 2067 / R 2087
Der Renault R 2067 und sein ab 1956 gebauter und äußerlich nahezu unveränderter Nachfolger R 2087 waren militärische Versionen der Modellreihe. Sie hatten eine erhöhte Bodenfreiheit sowie Allradantrieb mit Geländeuntersetzung und wurde ab Juni 1952 gebaut. Wahlweise war ein Pritschenwagen mit hinterem Planenverdeck und einer offenen Fahrerkabine mit Faltverdeck und klappbarer Frontscheibe oder ein Kastenwagen als Ambulanz-Fahrzeug verfügbar. Im Einsatz waren diese Fahrzeuge bei den französischen und belgischen Streitkräften, einschließlich der Gendarmerie. Speziell das Ambulanz-Modell wurde mehrere Jahrzehnte bei der französischen Armee eingesetzt. Das Modell wurde bis 1969 gebaut und durch den Saviem TP3 ersetzt.

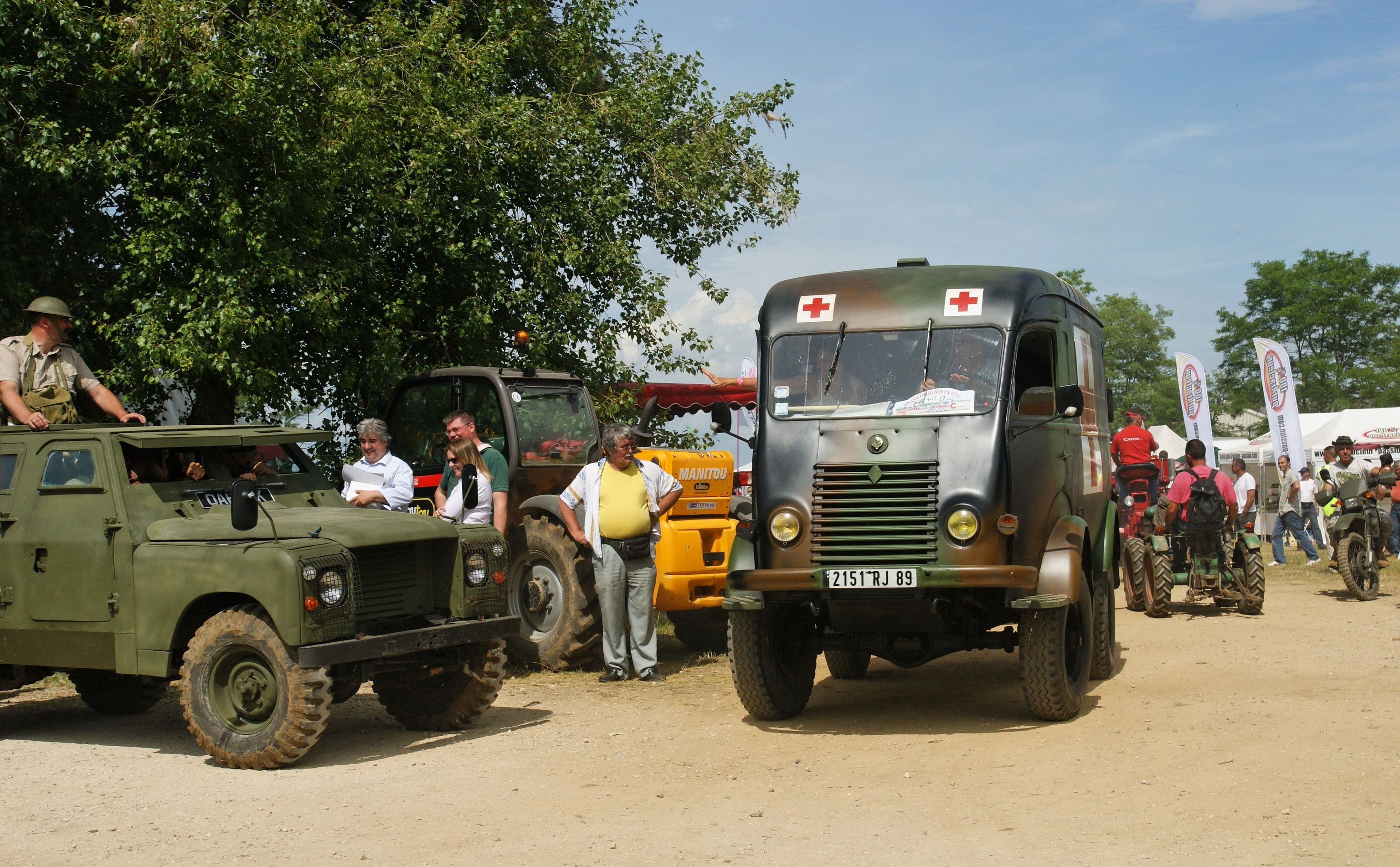
Renault R2087 (1956–1969)
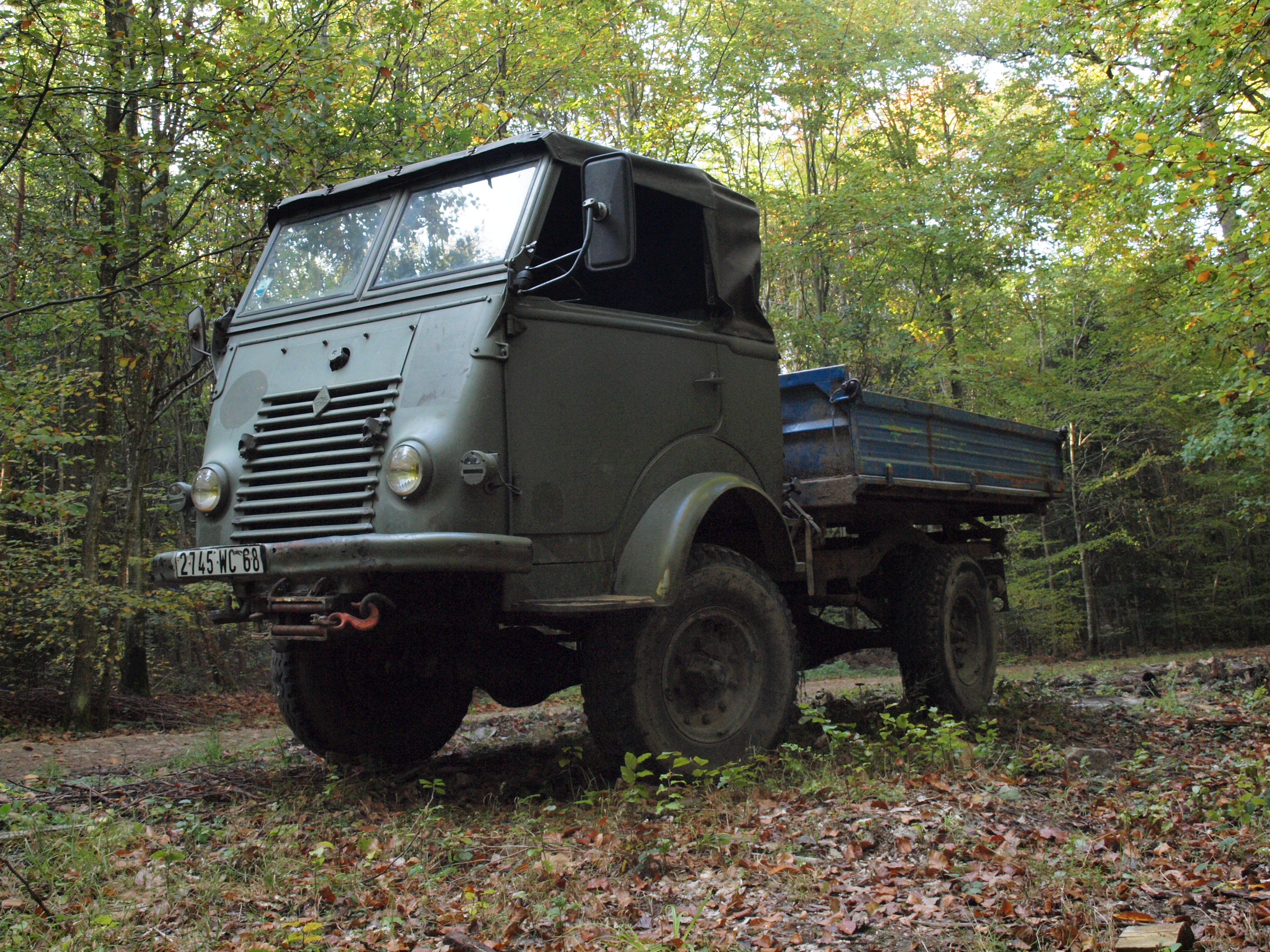
R2087 als Pritschenwagen